# Visconde de Alpiarça
Visconde de Alpiarça é um título nobiliárquico criado por D. Luís I de Portugal, por Decreto de 17 de Setembro de 1887, em favor de João de Sousa Falcão.
Titulares
1. João de Sousa Falcão, 1.º Visconde de Alpiarça.